# Cmentarz żydowski w Nowej Słupi
Cmentarz żydowski  – kirkut znajdujący się w Nowej Słupi usytuowany po wschodniej stronie ul. Kieleckiej, na południe od centrum miejscowości.  Ma powierzchnię ok. 0,5 ha. Zdewastowany podczas II wojny światowej. Obecnie teren dawnego cmentarza stanowi pusty plac leżący pomiędzy budynkiem straży pożarnej a dawną siedzibą biura gminnej służby rolnej, pozbawiony jakichkolwiek śladów wskazujących na charakter miejsca.
Cmentarz istniał już w XVIII wieku. Nieprzerwanie wykorzystywany dla celów grzebalnych do chwili wymordowania przez Niemców tutejszej ludności żydowskiej w 1942.